# ناشی‌ها و خرابکاری‌ها
ناشی‌ها و خرابکاری‌ها (انگلیسی: Bungs and Bunglers) یک فیلم کمدی صامت کوتاه آمریکایی به کارگردانی نوئل ام. اسمیت است که در سال ۱۹۱۹ منتشر شد. از بازیگران این فیلم می‌توان به اولیور هاردی، ریچارد اسمیت و جیمی اوبری اشاره کرد.